# جادوگران بی‌گناه
جادوگران بی‌گناه (لهستانی: Niewinni czarodzieje) فیلمی موزیکال و عاشقانه به کارگردانی آندری وایدا است که در سال ۱۹۶۰ منتشر شد.

## بازیگران
- رومن پولانسکی
- تادئوش اومنیتسکی
- زبیگنیف سیبولسکی
- یژی اسکولیموفسکی
- کشیشتف کومه‌دا
- واندا کوچسکا
- کالینا یندروشیک
- آندژی گاورونسکی
- آندژی تشاسکوفسکی
- کریستینا استیپوئوکوفسکا